# 中川大毅
中川 大毅（なかがわ だいき、1994年11月7日 - ）は、ジャパンラグビーリーグワン日野レッドドルフィンズに所属するラグビー選手。

## プロフィール
- ポジションはプロップ(PR)、フッカー(HO)。
- 身長 174 cm、体重 103 kg

## 略歴
2013年、京都外大西高校卒業後、朝日大学に入る。
2017年、朝日大学卒業後、秋田ノーザンブレッツラグビーフットボールクラブに加入。
2023年、日野レッドドルフィンズに加入。